# I"s
I"s (яп. アイズ айдзу) — манга художника Масакадзу Кацуры, выходившая с 1997 по 1999 год в журнале Weekly Shonen Jump издательства Shueisha, позже она была издана в 15 томах.
В 2002 году студия Studio Pierrot по мотивам манги «I"s» создала OVA-сериал, однако он не получил широкого признания фанатов оригинальной манги, вышло всего две серии. Но несмотря на неудачу OVA, популярность манги заставила Studio Pierrot в сотрудничестве со студией ARMS выпустить в 2005 году новый вариант OVA-экранизации под названием «I"s Pure», то есть «Чистый Айдзу», что должно было подчеркнуть отличие нового сериала от предыдущей попытки и приверженность его сюжетным линиям манги.
Манга официально переведена на английский язык.
Название манги происходит от начальных букв имён главных персонажей, записанных ромадзи, все они начинаются на «i». Также есть информация, что оно может записываться иероглифами 愛図 айдзу, что можно перевести как «карта любви».
В 2008 году манга была продана тиражом 10 миллионов копий.

## Сюжет
После того как Иори Ёсидзуки снялась в журнале в одном бикини, она резко стала популярна в школе, но теперь ей не дают прохода разные извращенцы. И теперь практически все парни в школе идут на всё, чтобы увидеть или заснять Иори полностью обнажённой. Всё время защитить Иори пытается её одноклассник Ититака Сэто. Сэто пытается защитить Иори, потому что он влюблён в неё, и теперь им приходится быть рядом, потому что учитель поставил их в пару и сказал что они должны будут на вечеринке сыграть сцену «Двое в пальто».
Однажды Иори под предлогом работы заходит в дом к Сэто, но потом Сэто узнаёт, что к нему приехала давняя подруга детства Ицуки Акиба и она послужила причиной новому недоразумению между Иори и Сэто. Акиба появляется в школе и говорит, что любит Сэто, это всё оборачивается обычной шуткой Акибы, но после этих слов Сэто начинает ворочаться и думать о словах Акибы. Но, кажется Акиба даже хочет помочь отношениям Иори и Сэто, вот только постоянные шутки Акибы накаляют обстановку. И теперь стоит важный вопрос, будут ли Иори и Сэто вместе или им опять что-то помешает.

## Персонажи
Ититака Сэто (яп. 瀬戸 一貴 Сэто Ититака) — 16-летний школьник. В детстве пережил душевную травму — девочка, которая ему нравилась, отвергла его чувства. После этого Сэто решил, что свои настоящие чувства ни в коем случае нельзя открывать, поскольку в таком случае всегда остаётся надежда на взаимность. Когда в его класс, три года назад (по отношению к времени описываемому в манге), перевели Иори Ёсидзуки, Ититака немедленно влюбился в неё, однако держался с ней нарочито холодно, это получалось у него довольно хорошо, хотя он и не смог скрыть своих чувств к Иори от своего лучшего друга — Тэратани, который в меру своих сил и способностей, стал помогать однокласснику. Характером Сэто благородной ведь он пытался защитить Иори от пристававших к ней парней. У Сэто никак не получалось признаться Иори в любви и он часто обращал внимание на других девушек чем время от времени накалял свои отношения к Иори. В присутствии Иори Ититака пытается сдерживать свою слишком буйную и извращенную фантазию. Сэйю: Такахиро Сакураи
Иори Ёсидзуки (яп. 葦月 伊織 Ёсидзуки Иори) — школьница, умница и красавица, мечтает стать актрисой и занимается в школьном драматическом кружке. После перевода в новый класс влюбилась в одноклассника Ититаку Сэто, но боялась ему признаться. Однажды Иори снялась в журнале в одном бикини и поэтому к ней стали приставать разные парни из школы. В начале манги Иори считала Сэто таким же, как и парни которые к ней пристают. Иори очень скромная и практически не может за себя постоять. Вначале Иори даже думала что Акиба девушка Сэто. Первым шагом её отношений с Сэто стало то, что учитель выбрал их для выступления на вечеринке. Сэйю: Куми Сакума
Ицуки Акиба (яп. 秋葉 いつき Акиба Ицуки) — подруга детства Сэто, подбадривала его после той неудачи на любовном фронте. Талантливый скульптор, она уехала с родителями в Америку. Неожиданно вернувшись в Японию и остановившись в доме Сэто, Ицуки стала причиной недоразумения между Сэто и Иори, которая зашла к нему в гости под предлогом работы над номером. Иори приняла Ицуки за девушку Ититаки, в чём была определённая доля правды, так как Ицуки ещё с детства любила Сэто, да и сам парень был вовсе не так уж безразличен к ней как хотел показать. Акиба обладает очень непредсказуемым и взбалмошным характером. Сэйю: Тамаки Наканиси
Ясумаса Тэратани (яп. 寺谷 靖雅 Тэратани Ясумаса) — лучший друг и одноклассник Ититаки, неисправимый весельчак, кутила и бабник. Узнав о всей подноготной чувств Сэто к Ёсидзуке, Тэратани немедленно начал оказание «гуманитарной помощи» своему слишком стеснительному и романтически настроенному другу. Иногда эти попытки были полезны для Ититаки, иногда нет — например его шутка с заманиванием Сэто в открытый горячий источник, где в этот момент купались Иори, Нами и Идзуми, едва не привела к полной потере Ититакой репутации «хорошего парня». Сэйю: Ацуси Кисайти
Идзуми Исодзаки (яп. 磯崎 泉 Исодзаки Идзуми) — девушка, с которой Сэто познакомился, отдыхая на море. У Идзуми в этот момент были серьёзные проблемы с её парнем, а Ититака в очередной раз думал о том, не пора ли ему отказаться от надежд на любовь Иори. После случая с источником отношения между Сэто и остальными девушками, в том числе и Ёсидзуки сильно испортились, поэтому Ититака согласился временно побыть парнем Идзуми. При расставании Исодзаки сказала Сэто, чтобы тот не переставал думать об Иори и что она не имеет на него дальнейших притязаний. Несмотря на это обещание, вскоре после возвращения с курорта Идзуми перешла в школу Сэто и стала регулярно (и иногда достигая определённых успехов) донимать его своими признаниями в любви. Идзуми, отдалённо напоминая по внешности Иори, по характеру близка к Ицуки.
Нами (яп. ナミ) — дочка богатых родителей, учится в одном классе с главными героями. Характер стервозный, любит выпить, погулять на широкую ногу, подразнить парней не в меру маленьким бикини или игрой на раздевание.
Юка Моридзаки (яп. 森崎 裕加 Моридзаки Ю:ка) — одноклассница Иори и Нами, сыграла важную роль во время двух признаний Сэто в любви к Иори. Юке нравится Тэратани, но она всячески пытается это скрыть.
Айко Асо (яп. 麻生 藍子 Асо Айко) — была соседкой Сэто, когда тот стал жить один после окончания школы. Айко старше, чем Ититака, и как две капли воды похожа на Иори.

## Список серий

### From I"s (OVA1)
| Номер | Название серии                     | Дата трансляции |  |
| ----- | ---------------------------------- | --------------- |  |
|       |                                    |                 |  |
| 1     | «Another Summer Story First Half»  | 09.12.2002      |  |
| 2     | «Another Summer Story Second Half» | 19.03.2003      |  |

### I"s Pure (OVA2)
| Номер | Название серии         | Дата трансляции |  |
| ----- | ---------------------- | --------------- |  |
|       |                        |                 |  |
| 01    | «In the Beginning»     | 09.12.2005      |  |
| 02    | «Reminiscence»         | 27.01.2006      |  |
| 03    | «Farewell»             | 24.02.2006      |  |
| 04    | «Vertigo»              | 24.03.2006      |  |
| 05    | «Declaration d` amour» | 26.05.2006      |  |
| 06    | «Ensemble»             | 23.06.2006      |  |

## Музыка
I"s Pure(OVA2)
Открывающие темы (opening)
- «Futari no Is(eyes)~i will follow you~»

Исполняет: Mizuho
Закрывающие темы (ending)
- «Chiisana tsubasa~eyes for you~»

Исполняет: Mizuho